# شمس الدين كي أومرث بن معز الدين كيقباذ
شمس الدين كي أومرث بن معز الدين كيقباذ يعد السلطان الحادي عشر في ترتيب سلاطين مماليك الهند في سلطنة دلهي، حكم كي أومرث دلهي في الفترة (1290 - 1290).

## الحكم
ولد كي أومرث بن معز الدين كيقباذ عام 1286، وتولى الحكم وهو مازال طفلًا لم يتجاوز الأربعة أعوام، فقام جلال الدين فيروز شاه بالاستيلاء على الحكم وعزله من منصب سلطان سلطنة دلهي، وبهذا الأمر انتهى عهد المماليك في الهند ودلهي، وبدأ عهد الدولة الخلجية في دلهي.